# 11998 Фермілаб
11998 Фермілаб (11998 Fermilab) — астероїд головного поясу, відкритий 12 січня 1996 року.
Тіссеранів параметр щодо Юпітера — 3,181.